# Bolesław Mrówczyński

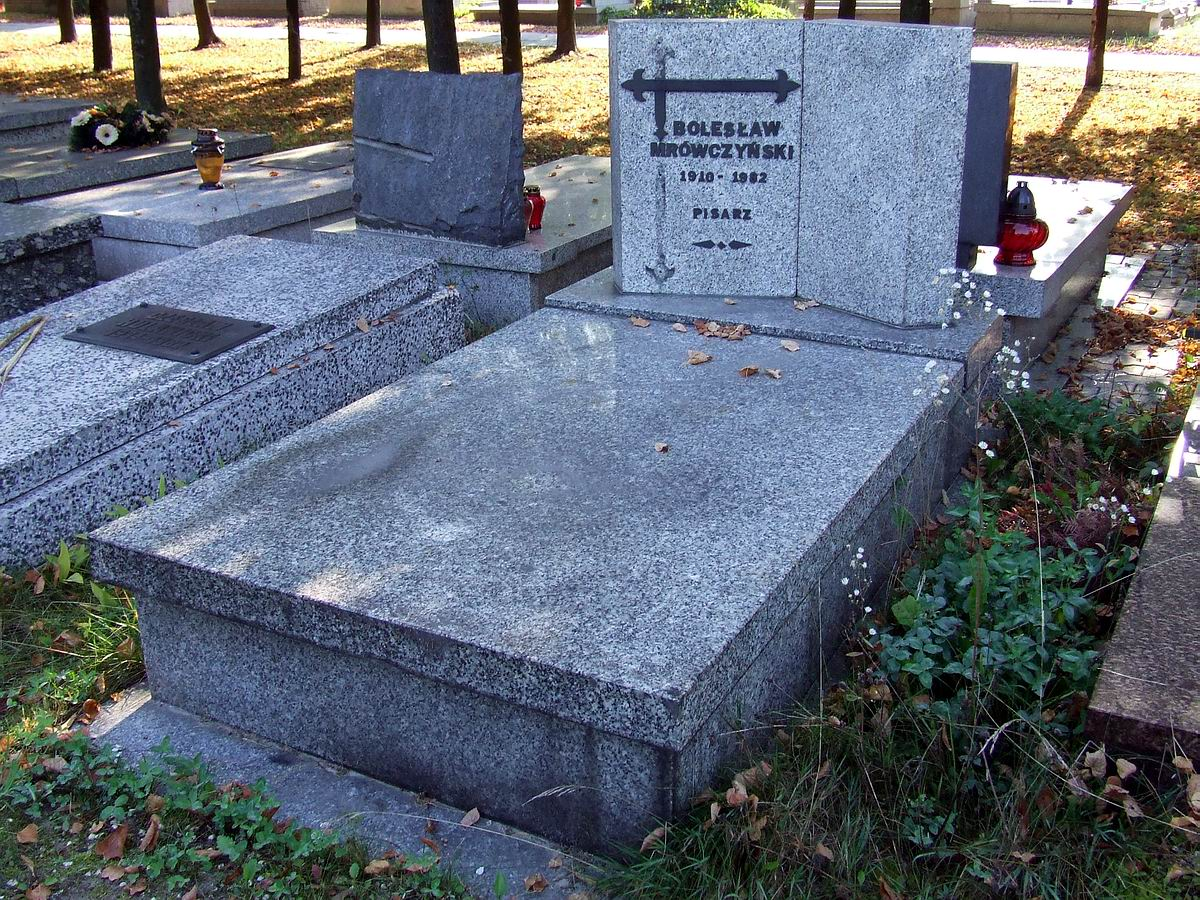
Grób Bolesława Mrówczyńskiego na Cmentarzu Komunalnym Północnym na Wólce Węglowej w Warszawie

Bolesław Mrówczyński (ur. 22 lipca 1910 w Łodzi, zm. 19 listopada 1982 w Warszawie) – polski autor powieści historycznych i podróżniczo-przygodowych o charakterze patriotycznym (główni bohaterowie to często wybitni Polacy, postacie historyczne jak np.: Ernest Malinowski, Jan Czerski, generał Józef Bem czy anonimowi emigranci), który tworzył w okresie literatury powojennej. Akcja powieści Mrówczyńskiego rozgrywała się m.in. w egzotycznej scenerii Kamerunu, Indonezji, Meksyku, Brazylii, Peru, czy Syberii co miało ścisły związek z losami ich bohaterów – często byłych polskich powstańców z powstań narodowych XIX w.: powstania listopadowego czy powstania styczniowego. Postacie z powieści Mrówczyńskiego cechuje gorący patriotyzm, pozytywistyczne podejście do nauki, kształcenia i pracy, nietolerancja wobec rasizmu i wszelkich innych form ucisku i niesprawiedliwości społecznej.

## Życiorys
Urodzony 22 lipca 1910 w Łodzi w rodzinie robotniczej uczęszczał do Gimnazjum Filologicznego w Łodzi. W 1929 zdał maturę i rozpoczął studia na filologii klasycznej Uniwersytetu Warszawskiego (UW), które przerwał z powodu trudnych warunków materialnych. Następnie podjął naukę w Studium Socjologicznym w Łodzi. Równocześnie pracował zarobkowo i społecznie. Był sekretarzem Polskiego Towarzystwa Krajoznawczego (1929-1930), kierownikiem Biblioteki Młodzieży Polskiej w Łodzi (1929-1934), kierownikiem obwodu Polskiego Związku Zachodniego na województwo łódzkie i powiat częstochowski.
Pracował również społecznie jako sekretarz wojewódzki w Towarzystwie Pomocy Polonii Zagranicznej, w Towarzystwie Pomocy Dzieciom i Młodzieży Polskiej w Niemczech oraz w łódzkim Komitecie Funduszu Szkolnictwa Polskiego za Granicą. Brał udział w prowadzeniu Społecznych Uniwersytetów Powszechnych i Ruchomych Uniwersytetów Ludowych. W 1931-1934 kierownik łódzkiego oddziału Towarzystwa Opieki nad Więźniami „Patronat”.
Od 1936 publikuje anonimowo artykuły poświęcone problematyce ludności polskiej w Niemczech w Ilustrowanym Kurierze Codziennym, dziennikach łódzkich i w biuletynie Polska Agencja Zachodnia. Pierwsze artykuły podpisane nazwiskiem ogłosił w 1938 na łamach czasopisma „Wychodźca”. W latach 1937–1939 studiował historię na UW.
W czasie wojny pracował w Wydziale Zdrowia Rady Głównej Opiekuńczej (RGO) w Warszawie, biorąc udział w konspiracji w szeregach Gwardii Ludowej. Zawarł związek małżeński z Zofią Sojecką. Po zakończeniu wojny powrócił do Łodzi, gdzie od marca do września 1945 roku był zastępcą sekretarza generalnego Polskiego Związku Zachodniego. Uczestniczył w organizowaniu wielu łódzkich instytucji społecznych i naukowych, m.in. Studium Dziennikarskiego, Społecznych Uniwersytetów Robotniczych, Komitetu Przyjaciół Warmii i Mazur, Zachodniej Agencji Prasowej.
W 1947 wrócił do Warszawy, gdzie pełnił funkcję dyrektora Ligi do Walki z Rasizmem (1947-1949) i współredaktora miesięcznika „Prawo Człowieka”. W latach 1950–1951 był współpracownikiem Biura Kongresu Nauki Polskiej, sekretarzem Komisji Organizacyjnej Międzynarodowych Targów w Poznaniu (1950), redaktorem wydawnictw pamiętnikarskich w Komendzie Zlotu Młodych Pracowników (1952) oraz sekretarzem, a następnie przewodniczącym Komisji Propagandy Międzynarodowego Wyścigu Pokoju (1954-1957).
Od roku 1955 rozwijał twórczość literacką jako prozaik i autor utworów dla młodzieży. Utwory prozatorskie drukował m.in. na łamach czasopisma „Świat Młodych” (1956-1957). W 1958 roku został członkiem ZLP i Polskiego Pen Clubu. W 1981 roku otrzymał nagrodę Prezesa Rady Ministrów za twórczość dla dzieci i młodzieży.

## Twórczość
- W poszukiwaniu tajemniczego Bajongu – 1955
- Góra bogów – 1956
- Plama na Złotej Puszczy – 1957-1958
- Człowiek bez nazwiska. Powieść historyczna z XIX wieku – 1958
- Dutur z rajskiego ogrodu – 1958
- Lew Sezostrysa. Opowieść o Jussufie-adze polskim obrońcy Akry – 1958
- Sercem i pracą (W dziesięciolecie spółdzielczości inwalidzkiej w Polsce) – 1959
- Błękitny trop (Opowieść o żołnierzu, który zawędrował za koło polarne) – 1961
- Cień Montezumy. Opowieść o Indianinie-tułaczu i pułkowniku Luisie de Tulancingo, polskim powstańcu – 1961
- Leśna drużyna – 1962
- Droga wśród skał. Opowieść peruwiańska – 1963
- Bartochowie. Opowieść brazylijska o rodzie śląskim, który na drugiej półkuli budował nową ojczyznę – 1965
- Tętniący step – 1967
- Miecz Kagenowy. Opowieść o Kryście, niekoronowanej królowej Zachodniego Pomorza – 1968 rok – dylogia: tom I. Armia milcząca, tom II. Dni chwały